# Riesen-Chincherinchee
Riesen-Chincherinchee (Ornithogalum saundersiae) ist eine Pflanzenart aus der Gattung der Milchsterne (Ornithogalum) in der Familie der Spargelgewächse (Asparagaceae).

## Beschreibung

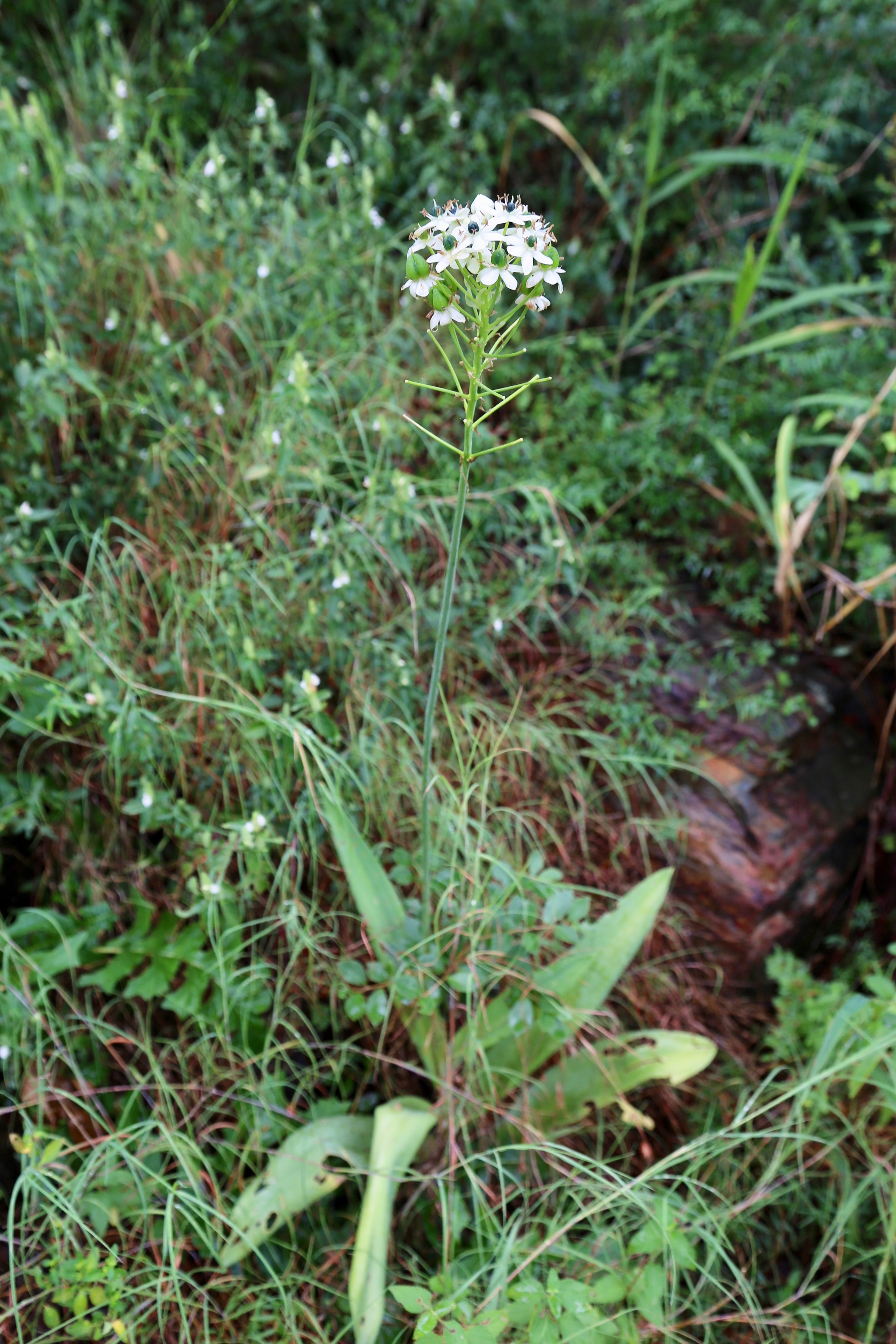
Habitus und Laubblätter

Riesen-Chincherinchee ist eine ausdauernde, krautige Zwiebelpflanze, die Wuchshöhen von meist 30 bis 100 (150) Zentimeter erreicht. Die Blätter messen 60 × 5 Zentimeter und sind weniger als halb so lang wie der Stängel. Die Blattoberseite glänzt dunkelgrün.
Die Blütezeit reicht von Juni bis August. Der Blütenstand besteht aus zahlreichen Blüten und ist flach kegelig. Die Blütenstiele sind lang. Die zwittrige Blüte ist dreizählig. Die Perigonblätter sind weiß, 10 bis 15 Millimeter lang und zur Fruchtzeit erhalten und zurückgebogen. Der Fruchtknoten ist schwarzgrün.

## Vorkommen
Riesen-Chincherinchee kommt im südlichen Afrika in Ost-Transvaal, Natal, Eswatini und Zululand auf felsigen Lichtungen vor.

## Taxonomie
Ornithogalum saundersiae wurde 1891 durch John Gilbert Baker in The Gardeners’ Chronicle, ser. 3, 10, S. 452 erstbeschrieben. Synonyme für Ornithogalum saundersiae Baker sind Galtonia saundersiae (Baker) Mart.-Azorín, M.B.Crespo & Juan, Ornithogalum excelsum Diels ex Engl. und Zahariadia saundersiae (Baker) Speta.

## Nutzung
Riesen-Chincherinchee wird selten als Zierpflanze für Rabatten sowie als Schnittblume genutzt.

## Belege
- Eckehart J. Jäger, Friedrich Ebel, Peter Hanelt, Gerd K. Müller (Hrsg.): Rothmaler Exkursionsflora von Deutschland. Band 5: Krautige Zier- und Nutzpflanzen. Spektrum Akademischer Verlag, Berlin Heidelberg 2008, ISBN 978-3-8274-0918-8.